# Lipschitzallee (metrostation)
Lipschitzallee is een station van de metro van Berlijn, gelegen nabij de gelijknamige straat in het Berlijnse stadsdeel Gropiusstadt. Het metrostation werd geopend op 2 januari 1970 en ligt aan lijn U7.
De bouw van het traject Britz-Süd - Zwickauer Damm, waarvan station Lipschitzallee deel uitmaakt, begon in 1965. De aanleg van de metro viel samen met de ontwikkeling van de Gropiusstadt, een grootschalig nieuwbouwgebied dat ruim 50.000 inwoners zou gaan tellen. Dit betekende onder meer dat men geen rekening hoefde te houden met het stratenpatroon; straten en huizenblokken werden simpelweg later over de tunnel heen gebouwd.
Station Lipschitzallee werd ontworpen door Rainer Rümmler, indertijd huisarchitect van de Berlijnse metro. De wanden van het station zijn bekleed met lichtgrijze tegels, onderbroken door een horizontale donkerblauwe band, waarop de stationsnaam is aangebracht. Donkerblauw is ook de betegeling van de zuilen en het trappenhuis. Een dergelijk tweedeling kleurenschema is met wisselende kleuren te vinden in alle in 1970 geopende metrostations in Gropiusstadt, alsmede enkele uit dezelfde periode daterende stations op de U9.
Trappen en een roltrap verbinden het vlak onder het maaiveld gelegen eilandperron met een bovengrondse stationshal. Het in de kleuren geel en blauw uitgevoerde stationsgebouwtje staat op een plein dat zich uitstrekt ten westen van de Lipschitzallee en omzoomd wordt door buurtfaciliteiten als een school, een kerk een winkelcentrum. Een later toegevoegde lift aan de oostzijde van het station leidt rechtstreeks naar de straat.